# Річард Мешеде
Річард Мешеде (нім. Richard Meschede) (27 березня 1854, Відень — 6 січня 1931, Відень) — австро-угорський дипломат. Генеральний консул Австро-Угорщини в Києві (1906—1910).

## Життєпис
Народився 27 березня 1854 року у Відні. Закінчив Віденський університет.
У 1895—1903 рр. — Генеральний консул Австро-Угорщини у Санкт-Петербурзі.
У 1903—1906 рр. — Генеральний консул Австро-Угорщини в Ростові.
У 1906—1910 рр. — Генеральний консул Австро-Угорщини в Києві.